# Falstaff, fakir

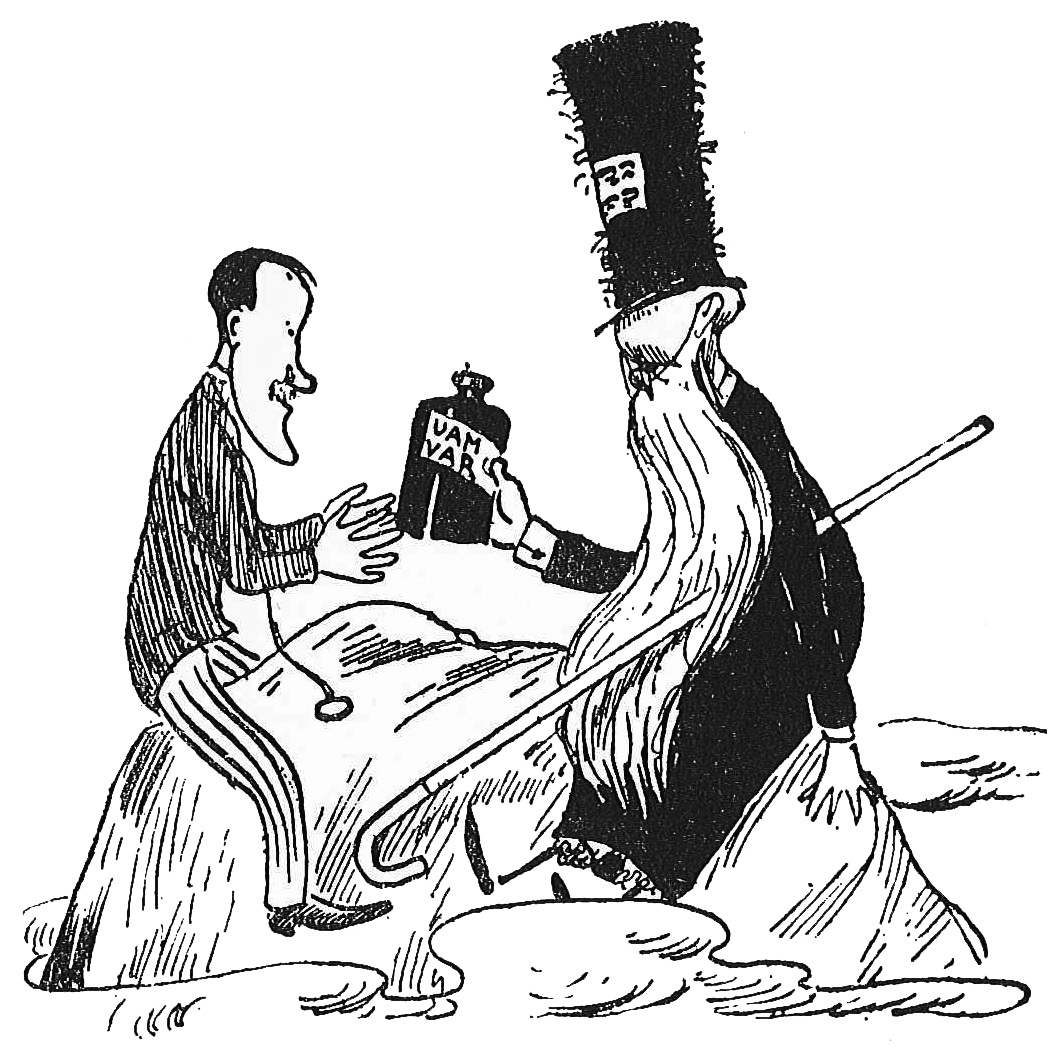
I humoresken "Huru jag blev fakir", publicerad i Söndags-Nisse 1895, redogjorde berättarjaget Falstaff om sin upphöjelse till fakir. Texten illustrerades av Albert Engström vilken tydligt gav Falstaff-figuren upphovsmannen Axel Wallengrens ansiktsdrag.

Falstaff, fakir är en fiktiv litterär figur i ett antal humoristiska skrifter av Axel Wallengren. Det fungerade även som hans författarpseudonym.
Falstaff, fakir utgör i regel berättar-jaget i de texter där han förekommer, och utmärks härvid av sin mästrande ton och fullständigt obefintliga självkritik. Fakiren är oerhört rik (dock tillika snål) och i besittning av i princip allt mänskligt vetande. Han bor – när han inte ägnar sig åt polarexpeditioner och andra äventyr – på "mönsterfarmen" Glädjefrid. Axel Wallengrens kamrat, litteraturkritikern Fredrik Vetterlund beskrev i en studie fakirgestalten sålunda:
| ”                                                                     | Wallengrens komiska Alter Ego blef emellertid "fakiren Falstaff" själf med sitt öfversteprästerliga skick, sina hokuspokus och sin omätliga värdighet, från hvars höjd han ser ned på världen med gränslöst förakt eller mildt öfverseende fräckhet - ständigt allvis och allsmäktig, ständigt samma jättehumbug och egoist. | „ |
| – Fredrik Vetterlund, Axel Wallengren - Ett litterärt porträtt (1901) | |   |

Litteraturvetare har menat att fakirgestalten är att se som en parodi på det i slutet av 1800-talet av många beundrade nietzscheanska övermänniskoidealet. Namnet är en i sig humoristiskt kontrasterande blandning av det asketiska fakir och den vällustiga karaktären Sir John Falstaff hos Shakespeare. Enligt Nils Palmborgs bibliografi över Wallengrens skrifter skall denne ha använt signaturen "Falstaff" första gången vid publicerandet av dikten "Kyrkspindeln" i tidskriften Ur dagens krönika februari 1891 och sedan nyttjat denna även för diverse kortare humoristiska texter de följande åren. Sammansättningen med ", fakir" användes dock först vid publicerandet av En hvar sin egen professor 1894.
Stundom ser man pseudonymen skriven "Falstaff Fakir", men detta är oriktigt då "Fakir" i detta fall varken är ett epitet eller ett namn.

## Källhänvisningar
1. ↑  "Axel Wallengren". NE.se. Läst 5 november 2014.